# Megaselia mortenseni
Megaselia mortenseni is een vliegensoort uit de familie van de bochelvliegen (Phoridae). De wetenschappelijke naam van de soort is voor het eerst geldig gepubliceerd in 1920 door William Lundbeck.